# Suurisaari (ö i Finland, Södra Savolax, S:t Michel, lat 61,82, long 27,28)
Suurisaari är en ö i Finland. Den ligger i sjön Luotojärvi och i kommunen Sankt Michel i den ekonomiska regionen  S:t Michel och landskapet Södra Savolax, i den södra delen av landet, 220 km nordost om huvudstaden Helsingfors. Öns area är 2,2 hektar och dess största längd är 220 meter i öst-västlig riktning.